# Annales de St Neots
Les Annales de St Neots ou ASN sont une chronique en latin retraçant l'histoire de la Grande-Bretagne de 60 av. J.-C. à 914 ap. J.-C., entre l'invasion de Jules César et la fondation du duché de Normandie.

## Composition
D'après l'historien David Dumville, elle a été compilée entre 1120 et 1140 environ à Bury St Edmunds, dans le Suffolk. Son titre moderne lui vient de l'antiquaire John Leland, qui a découvert le manuscrit au prieuré de St Neots, dans le Cambridgeshire, après la dissolution des monastères, au milieu du XVIe siècle. Ce manuscrit est conservé au Trinity College de l'université de Cambridge sous la cote R.7.28.
Les sources employées par l'auteur anonyme de ces Annales sont nombreuses. Elles comprennent entre autres la Chronique anglo-saxonne, la Vie du roi Alfred d'Asser, la Passion de saint Edmond d'Abbon de Fleury, une Vie de saint Neot, la Vision de Charles le Gros et des annales normandes. De ce fait, la chronique est particulièrement utile pour rapporter ce qui faisait office de "mythes fondateurs" au temps des premiers rois d'Angleterre normands (concernant la vie de Rollon ou les premiers grands raids en particulier).

## Extraits
« Anno [CCCCLXXXVIII] Sanctus Remigius baptizavit (sic) Clodoveum regem Francorum primum Christianum
[...]
Anno CCCCXCV venere in Brittaniam duo duces, videlicet Cerdic et Kynricus, filius ejus, cum V navibus, in loco, qui dicitur Cerdices ora, et statim die eodem pugnaverunt cum Bryttonibus et acceperunt victoriam. »
« En 488, saint Rémi baptisa Clovis, premier roi chrétien des Francs.
[...]
En 495, deux chefs vinrent en Bretagne, le célèbre Cerdic et son fils Cynric, avec cinq navires dans un lieu appelé rivage de Cerdic ; soudainement ce même jour ils combattirent les bretons, et remportèrent la victoire. »
Aucun de ces deux extraits ne vient d'une source originale : Le premier est tiré des Annales Uticenses (XIe siècle), et l'autre de la Chronique anglo-saxonne.